# Batalha dos Negros
A Batalha dos Negros ou Batalha dos Escravos foi um conflito no Cairo, em 21-23 de agosto de 1169, entre as unidades africanas negras do exército fatímida e outros elementos pró-fatímidas, e as tropas sunitas sírias leais aos fatímidas vizir, Saladino. A ascensão de Saladino ao vizirado e sua marginalização do califa fatímida, al-Adid, antagonizou as tradicionais elites fatímidas, incluindo os regimentos do exército, já que Saladino dependia principalmente dos curdos e turcos, e tropas de cavalaria que vieram com ele da Síria. De acordo com as fontes medievais, que são tendenciosas para Saladino, este conflito levou a uma tentativa do mordomo do palácio, Mu'tamin al-Khilafa, de entrar em um acordo com os cruzados e atacar conjuntamente as forças de Saladino para se livrar dele. Saladino soube dessa conspiração e executou Mu'tamin em 20 de agosto. Historiadores modernos questionaram a veracidade deste relatório, suspeitando que ele pode ter sido inventado para justificar o movimento subsequente de Saladino contra as tropas fatímidas.
Este evento provocou a revolta das tropas negras africanas do exército fatímida, com cerca de 50 000 homens, aos quais se juntaram soldados armênios e a população do Cairo no dia seguinte. Os confrontos duraram dois dias, pois as tropas fatímidas atacaram inicialmente o palácio do vizir, mas foram repelidas para a grande praça entre os grandes palácios fatímidas. Lá, as tropas africanas negras e seus aliados pareciam estar ganhando vantagem, até que al-Adid se manifestou publicamente contra eles, e Saladino ordenou a queima de seus assentamentos, localizados ao sul do Cairo, fora da muralha da cidade, onde as famílias dos africanos negros tinha ficado para trás. Os negros africanos então quebraram e recuaram em desordem para o sul, até serem cercados perto do portão Bab Zuwayla, onde se renderam e foram autorizados a atravessar o Nilo para Gizé. Apesar das promessas de segurança, eles foram atacados e quase aniquilados pelo irmão de Saladino, Turan-Shah.
A derrota das tropas fatímidas foi um divisor de águas na história do Egito e do mundo muçulmano, pois removeu o principal apoio militar do regime fatímida e consolidou a posição de Saladino como governante de fato do Egito. Isso culminou na restauração do domínio sunita sobre o Egito e na deposição da dinastia fatímida em setembro de 1171. Em seu lugar, Saladino estabeleceu sua própria dinastia aiúbida. Algumas tropas africanas negras permaneceram a serviço de Saladino por alguns anos, mas a maioria dos que sobreviveram ao massacre de 1169 fugiu para o Alto Egito, onde se juntaram a revoltas pró-Fatimida malsucedidas nos anos seguintes.